# Geoff Bent
Pour les articles homonymes, voir Bent.
Geoff Bent, né le 27 septembre 1932 à Salford (Angleterre) et décédé le 6 février 1958 à Munich (Allemagne), est un footballeur anglais, qui évoluait au poste de défenseur latéral. Au cours de sa carrière il évolue à Manchester United. Il est l'un des huit joueurs de Manchester United à avoir perdu la vie dans la catastrophe aérienne de Munich.

## Biographie

### Carrière de joueur
- 1948-1951 : Manchester United  [1]

## Palmarès

### Avec Manchester United
- Vainqueur du Championnat d'Angleterre de football en 1952, 1956 et 1957
- Vainqueur du Charity Shield en 1952, 1956 et 1957